# USS Bell (DD-95)
USS Bell (DD-95) – amerykański niszczyciel typu Wickes będący w służbie United States Navy w czasie I wojny światowej. Patronem okrętu był kontradmirał Henry H. Bell.
Okręt zwodowano 20 kwietnia 1918 w stoczni Bethlehem Shipbuilding Corporation, matką chrzestną była żona sekretarza marynarki Josephusa Danielsa. Jednostka weszła do służby 31 lipca 1918, pierwszym dowódcą został Lieutenant Commander D. L. Howard.
Od sierpnia do listopada 1918 "Bell" konwojował transportowce wojska płynące przez północny Atlantyk. W grudniu był częścią eskorty transportowca "George Washington" przewożącego prezydenta Woodrowa Wilsona z Nowego Jorku do Brestu, gdy ten płynął na konferencję pokojową w Wersalu. Później niszczyciel kontynuował służbę we Flocie Atlantyku do czasu przeniesienia do rezerwy w czerwcu 1920. Okręt został wycofany ze służby w Portsmouth Naval Shipyard 21 czerwca 1922. Jednostka pozostawała poza służbą do sierpnia 1936, gdy została zadeklarowana jako zbędna z powodu limitów ustalonych w londyńskim traktacie morskim z 1930. Następnie została sprzedana na złom.